# 1732 na literatura

## Nascimentos
| Data          | Nome                | Profissão | Nacionalidade | Observações | Ref |
| ------------- | ------------------- | --------- | ------------- | ----------- | --- |
| 9 de Novembro | Julie de Lespinasse | escritora | França        | m. 1776     |     |

## Mortes
| Data          | Nome     | Profissão          | Nacionalidade | Observações | Ref |
| ------------- | -------- | ------------------ | ------------- | ----------- | --- |
| 4 de Dezembro | John Gay | poeta e dramaturgo | Inglaterra    | n. 1685     |     |